# Ambrosius av Milano
Ambrosius av Milano (italienska Sant'Ambrogio), född cirka 340 i Trier i södra Gallien (nuvarande Tyskland), död 4 april 397 i Milano, var ärkebiskop av Milano 374. Han räknas som kyrkofader (och kyrkolärare i Romersk-katolska kyrkan) och vördas som helgon inom nyss nämnda samt de ortodoxa kyrkorna med minnesdag den 7 december.

## Biografi
Ambrosius föddes kort före år 340 i Trier och var son till en kristen romersk överståthållare i Gallien som också hette Ambrosius. Fadern avled när Ambrosius var 14 år och modern tog då sina barn till Rom, där han började studera latinsk och grekisk klassisk litteratur och juridik.
År 369 utnämndes han till konsulär (landshövding) över Norditalien, med säte i Milano, en stad som länge plågats av svåra religionsstrider. När Milanos arianske biskop avled, korades nicenaren Ambrosius, ehuru med huvudsakligen juridisk utbildning, år 374 till biskop. Detta kom till stånd genom att när Ambrosius sökte stilla oroligheter i samband med detta biskopsval i Milano, skall ett barn ha ropat ”Ambrosius är biskop” och fått folkhopen med sig. Ambrosius var dock inte döpt, och den 7 december 374 döptes, prästvigdes och biskopvigdes han. Han mottog utnämningen med att försöka bevisa sin ovärdighet, men föll slutligen till föga. Till sin hjälp fick han sin bror Satyrus som flyttade till Milano. Systern Marcellina var för övrigt nunna och är helgonförklarad.
Med nit uppgick Ambrosius i denna sin verksamhet i enlighet med sin person, som präglades av hierarkiskt makt- och pliktmedvetande, och ingrep organiserande och befästande på flera kyrkliga områden. Han firade mässan varje dag och var outtröttlig i självuppoffrande hjälpsamhet mot nödlidande. Det var genom att lyssna till Ambrosius, som var en framstående predikant, som Augustinus leddes till sin omvändelse och till försoning med sin mor Monica. Augustinus berättar att Ambrosius levde i celibat, något som ännu inte blivit tvång i den västliga kristenheten.
Med kraft och allvar uppträdde han till försvar för ortodox troslära inte bara mot kvarlevande hedniska element, utan även mot arianer, apollinarister och priscillianer och vakade jämväl med omutlig stränghet över upprätthållandet av kyrkotukten. 
Själve kejsar Theodosius den store fick erfara hans oförskräckthet, när denne på kapplöpningsbanan i Thessaloniki låtit hugga ner 7 000 människor, därför att några kejserliga ämbetsmän fått sätta livet till under ett folkupplopp i den staden. Ambrosius förmådde kejsaren att göra offentlig kyrkobot, en tilldragelse som medeltidskyrkan i hierarkiskt intresse legendariskt utsmyckat. 
Ambrosius avled på påskafton år 397 och är begravd i Milanos katedral.

## Verk och teologi
Ambrosius förändrade kyrkans liturgi. Införandet av den ambrosianska sången, som var en rytmisk-melodisk församlingssång, har skaffat honom namnet ”den västerländska kyrkosångens fader”. Själv är han författare till flera kristna hymner, såsom Veni redemptor gentium, vilken redan av Olaus Petri översattes till svenska ("Werldenes frelsare kom här"). Mest berömd är lovsången Te Deum, som dock somliga hävdar kommer från grekiska kyrkan. 
Ambrosius skriftställarverksamhet, som uppvisar en djup påverkan från den grekiska teologin, särskilt Origenes och Basileios den store, liksom även från Filo, är av exegetiskt, dogmatiskt, homiletiskt och asketisk-etiskt innehåll. Mest berömda är hans Hexaëmeron, en utläggning om skapelsehistorien, De officiis ministrorum, behandlande kyrkotjänarnas plikter, hans mot arianerna riktade skrift De fide (om tron), samt hans De virginibus, en hyllning av jungfrudomen vilken givit honom en framträdande position inom mariologin.
Ambrosius skrifter utgavs av benediktinerna i Paris 1686–1690. Om sakramenten och Om mysterierna finns i svensk översättning.
Under Ambrosius namn gick länge en utmärkt kommentar över Paulus brev, vilken dock snarare härrör från en med honom samtidig romersk 
diakon, Hilarius, vanligen benämnd Ambrosiaster eller Pseudo-Ambrosius.

## Psalmer

Divi Ambrosii Episcopi Mediolanensis Omnia Opera, 1527

- Christe, som lius och dagen är Christe, qui lux et dies (1695 nr 364)
- Kom, Skaparande, Herre god Veni Creator Spiritus (1695 nr 180, 1986 nr 50)
- O Gud vi love dig, o Herre (1695 nr 6) Te Deum laudamus
- Tack, Fader, för den dag du gav (1986 nr 500) en aftonpsalm, Deus Creator omnium
- Världens Frälsare kom här (1695 nr 121, 1986 nr 112) översatt av Olaus Petri

På engelska finns i The Church Hymn book 1872 de tre texterna O Jesus, Lord of heavenly grace (nr 13/1872) översättning av Splendor paternae Gloriae utförd av John Chandler 1837, Thee, thee we praise, o Good (nr 133/1872) en översättning av Te Deum laudamus gjord 1871 av Edwin F. Hatfield och Jesu! nostra Redemptio i psalmen O Christ, our hope, our heart's desire (521/1872).
- Den svenska psalmboken 1819
  - 58 Världens Frälsare kom här

## Kyrkobyggnader
- Santi Ambrogio e Carlo al Corso
- Sant'Ambrogio della Massima

### Webbkällor
- ”St. Ambrose”. Catholic Encyclopedia. New Advent. http://www.newadvent.org/cathen/01383c.htm. Läst 7 december 2017.
- ”Sant'Ambrogio, vescovo e dottore della Chiesa”. Santi e Beati. http://www.santiebeati.it/dettaglio/25500. Läst 7 december 2017.